# Kanun (droit)
Pour les articles homonymes, voir Kanoun.
Le Kanun désigne les codes de lois édictés par les califes et sultans de l'ancien Empire ottoman. Un kanun constituait le code pénal général, mais le sultan pouvait aussi édicter des kanuns locaux, suivant les traditions d'un territoire ou d'une religion particuliers. Chaque kanun était renouvelé et complété par les sultans successifs. Le nom Kanun est également donné aux codes traditionnels encore en vigueur dans certaines régions de l'Europe balkanique : Albanie, Kosovo.

## Étymologie
Ce mot turc est dérivé du grec kanôn, passé en latin (canon), désignant une règle, un modèle, une mesure, à l'imitation de la baguette de roseau. De même en français le droit canon désigne aujourd'hui le droit interne de l'Église catholique.

## Kanun-il-osmaniou le «Code ottoman»
Les deux premiers siècles de la domination ottomane, de 1350 à 1550, ont connu une explosion de jurisprudence et de législation au titre du Kanun. Le premier sultan qui ait rassemblé l'ensemble de ces règles était Mehmet II le Conquérant (de Constantinople). Celui-ci divisa le Kanun en deux, le premier traitant de l'organisation de l'État et de l'armée, le second de la manière d'administrer les impôts et la paysannerie. Des ajouts furent faits au deuxième code après sa mort, pour atteindre une forme complète en 1501.
C'est ainsi qu'au début du XVIe siècle, les kanuns formaient un droit complet et largement indépendant, qui avait de facto le pas sur la loi islamique ou Chari'a — Şeriat en turc.

### LeKanunet laŞeriat
Or, le droit musulman, inspiré par le Coran, était censé diriger tous les aspects de la vie. C'est pourquoi les sultans législateurs — « Le Sultan Législateur » (Kanuni Sultan) est le surnom turc de celui que nous appelons « Soliman le Magnifique » — étaient censés ne traiter que des cas non couverts par la Charia, tout en s'en inspirant ostensiblement. Lorsque le code turc entrait trop visiblement en conflit avec la Charia, on trouvait un compromis qui combinait les deux. Cette manière de traiter la loi islamique n'était acceptée que par l'école hanifite, la plus libérale de la jurisprudence islamique, ce qui explique que celle-ci ait dominé la tradition juridique ottomane.

### La tradition turco-mongole
Cette solution était dictée par l'existence d'une tradition turco-mongole antérieure où la loi impériale, édictée par le monarque, était elle-même considérée comme "sacrée". Les Turcs appelaient cette loi Türe et les Mongols l'appelaient Yassa. L'importance de cette loi impériale pour l'organisation de l'empire exigeait son maintien.

### LeKanunde Soliman le Magnifique
Le kanun ottoman le plus achevé qui nous soit parvenu est celui de Soliman le Magnifique, que l'on estime avoir été rédigé dans les années 1534-1545, donc vers le milieu de son règne.
Il passe pour une atténuation des codes antérieurs, puisqu'il développait la pratique des amendes et de la flagellation aux dépens de peines plus lourdes, même s'il prévoyait toujours de pendre les cambrioleurs, de marquer au fer rouge les proxénètes, et de couper la main des plus grands voleurs. On peut noter que les amendes maximales réservées aux zimmis (Dhimmis, chrétiens et juifs) y étaient moitié moindres que celles destinées aux « croyants » (musulmans).
On considère cependant que Soliman n'avait fait que réviser le code légué par ses prédécesseurs, que son code à lui ne diffère guère du système constitué en 1501. Il n'a fait que lui donner sa forme ultime, qu'on appela désormais kanun-i Osmani, ou "Code ottoman".

## Autre
Le nom Kanun est donné au code de droit coutumier médiéval auquel se réfèrent encore certains clans des territoires albanais du nord, y compris le Kosovo, le Monténégro oriental et la Macédoine occidentale. 